# Macrodorcas vernicata vernicata
Macrodorcas vernicata vernicata es una subespecie de coleóptero de la familia Lucanidae.

## Distribución geográfica
Habita en Tailandia y en Meghalaya en la  (India).